# Tony Abreu
Etanislao Toni Abreu (né le 13 novembre 1984 à Puerto Plata, République dominicaine) est un ancien joueur de champ intérieur des Ligues majeures de baseball.

## Biographie
D'abord mis sous contrat par les Dodgers de Los Angeles en octobre 2002, Abreu entre dans les majeures avec cette équipe le 22 mai 2007. Il frappe pour ,271 de moyenne au bâton en 59 parties à sa première saison, claquant deux circuits et faisant marquer 17 points.
Après une saison 2008 passée entièrement sur la liste des joueurs blessés pour une blessure à l'aine et à l'abdomen causées par une opération à la hanche, il revient pour six parties avec les Dodgers en 2009.
Le 9 octobre 2009, Los Angeles échange Abreu aux Diamondbacks de l'Arizona pour compléter la transaction du 31 août précédent, où le lanceur Jon Garland avait été transféré aux Dodgers. Tony Abreu dispute 81 parties avec Arizona en 2010, obtenant un circuit et 13 points produits et frappant pour ,233 de moyenne. Il égale son record personnel de 45 points marqués réalisé en 2007 avec les Dodgers. Il passe 2011 dans les ligues mineures avec le club-école des Diamondbacks à Reno.
Devenu agent libre, il rejoint les Royals de Kansas City pour 22 parties en 2012. Il frappe pour ,257 avec un circuit et 15 points produits. 
Le 4 février 2013, Abreu est réclamé au ballottage par les Giants de San Francisco. Il dispute 53 matchs pour les Giants en 2013 et frappe pour ,268 avec deux circuits et 14 points produits. Il participe à leur camp d'entraînement du printemps 2014 mais est libéré de son contrat à une semaine du début de la saison.

## Statistiques
En saison régulière
| Statistiques de frappeur |            |    |     |    |    |    |    |    |     |    |      |
| Saison                   | Équipe     | G  | AB  | R  | H  | 2B | 3B | HR | RBI | SB | BA   |
| 2007                     | LA Dodgers | 59 | 166 | 19 | 45 | 14 | 1  | 2  | 17  | 0  | .271 |
| 2009                     | LA Dodgers | 6  | 8   | 0  | 2  | 0  | 0  | 0  | 1   | 0  | .250 |
| Totaux                   | Totaux     | 65 | 174 | 19 | 47 | 14 | 1  | 2  | 18  | 0  | .270 |

Note: G = Matches joués; AB = Passages au bâton; R = Points; H = Coups sûrs; 2B = Doubles; 
3B = Triples; HR = Coup de circuit; RBI = Points produits; SB = buts volés; BA = Moyenne au bâton